# Forum économique international de Saint-Pétersbourg
Le Forum économique international de Saint-Pétersbourg (SPIEF) (russe : Петербургский международный экономический форум, ПМЭФ) est un événement économique ayant lieu chaque année en Russie. Il se tient à Saint-Pétersbourg depuis 1997 et depuis 2005 avec la participation du président russe. Le nombre de participants est de l'ordre de 10 000 personnes, originaires de plus de 120 pays. Le forum s'adresse principalement aux dirigeants des plus grandes entreprises russes et étrangères, aux chefs d'État et aux dirigeants politiques, aux premiers ministres, aux vice-premiers ministres, aux ministres et aux gouverneurs. 
La mission principale que se donne le forum est d'être un outil pour les entreprises, permettant de surmonter les barrières à la fois géographiques et informationnelles séparant la Russie des autres pays. 